# 王寶鈿
王寶鈿，山東省兗州府嶧縣人，清朝政治人物、同進士出身。
光緒六年（1880年），参加庚辰科殿試，登進士三甲第110名。同年五月，授內閣中書。